# Sol (nota)
Il sol è una nota musicale della scala diatonica fondamentale (l'unica scala priva di diesis e di bemolle nei suoi diversi sette modi), in particolare è la quinta nota (la dominante) della scala maggiore di Do, ma anche la settima nota della scala minore di la ed in generale è presente in tutti i 7 modi della scala diatonica fondamentale.
Nel temperamento equabile la frequenza del sol della 3ª ottava (quello immediatamente al di sopra del do centrale) è di circa 392 Hz.
Nella notazione in uso nei paesi di lingua inglese e tedesca, il sol corrisponde alla nota G.
La chiave di sol (o di violino) è uno dei punti di riferimento su cui è basata la scrittura musicale tradizionale e indica la posizione della nota omonima, che è nel secondo rigo del pentagramma. Il simbolo utilizzato non è altro che una G corsiva modificata e abbellita nel corso del tempo.